# هامیلکار بارکا
مقالات مرتبط: کارتاژ، جنگ‌های پونی
هامیلکار بارکا (پونی: 𐤇𐤌𐤋𐤒𐤓𐤕𐤟𐤁𐤓𐤒) یا بارکاس، ژنرال و سیاستمدار کارتاژی و از خاندان بارسیدها بود.

هامیلکار از ۲۴۷ تا ۲۴۱ قبل از میلاد، در طی مراحل آخر جنگ پونیک اول، فرماندهی نیروهای زمینی کارتاژیان در سیسیل را برعهده داشت. او ارتش خود را بدون شکست رهبری کرد و جنگ چریکی موفقی را علیه رومیان در سیسیل هدایت نمود. هامیلکار پس از انعقاد قرارداد صلح در سال ۲۴۱ قبل از میلاد و پس از شکست کارتاژ به کارتاژ بازگشت. هنگامی که جنگ موسوم به جنگ مزدوران در سال ۲۳۹ قبل از میلاد آغاز شد، هامیلکار دوباره برای فرماندهی فراخوانده شد و در پایان موفقیت‌آمیز آن درگیری نقش مهمی ایفا کرد. هامیلکار در سال ۲۳۷ قبل از میلاد، فرماندهی لشکرکشی کارتاژ به هیسپانیا را بر عهده داشت و به مدت هشت سال قلمرو کارتاژ در اسپانیا را گسترش داد و سپس در سال ۲۲۸ قبل از میلاد در خلال همین جنگ جان باخت. او استراتژی را بنا نهاده بود که پسرش هانیبال در جنگ دوم پونیک نیز به کار برد تا جمهوری روم را شکست دهد.
1. ↑  ژئوس(1994), s.v. "هامیلکار".